# Deinschwang

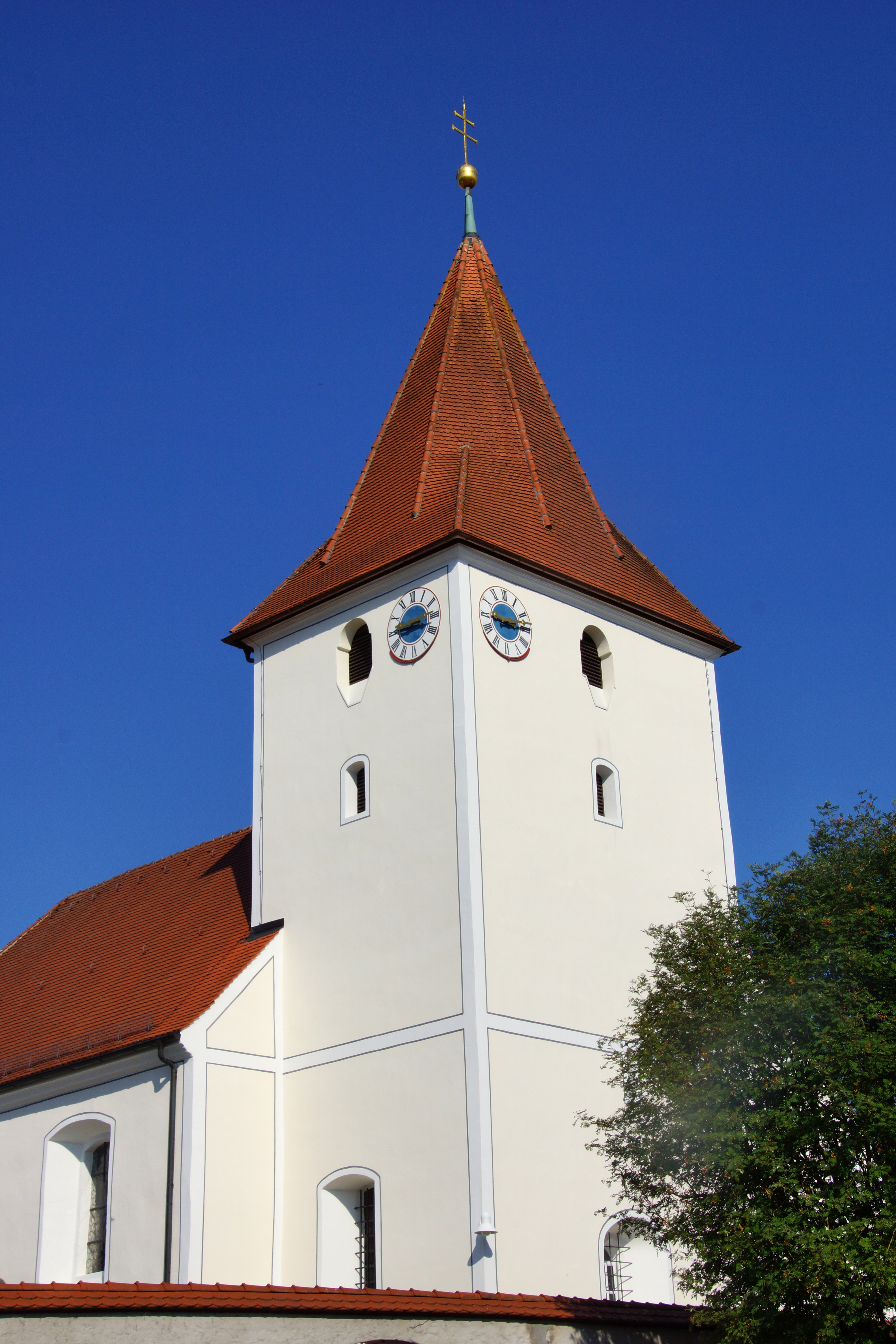
Die katholische Filialkirche St. Martin in Deinschwang

Deinschwang ist ein Gemeindeteil des Marktes Lauterhofen im Landkreis Neumarkt in der Oberpfalz in Bayern.

## Geografie
Das Pfarrdorf befindet sich etwa neun Kilometer nordnordwestlich von Lauterhofen und liegt auf einer Höhe von 538 m ü. NHN.

## Geschichte
Der Ortsname deutet auf eine Entstehung um das Jahr 800 hin. Als Taginoswank, abgeleitet vom Personennamen Tagini, lag die Ansiedlung an einer alten Handels- und Heerstraße der Merowinger und Franken, die von Regensburg über Lauterhofen nach Forchheim führte. In dieser Zeit entstand auch die erste St.-Martinskirche, nach dem Patron der Franken und Karl dem Großen.
1337 starb der Feldhauptmann Seyfried Schweppermann auf der Burg Deinschwang. Kaiser Ludwig der Bayer hatte ihn zuvor wegen dessen Tapferkeit mit mehreren Burgen, darunter auch Deinschwang, belehnt.
Zu Beginn des 15. Jahrhunderts wurden der Ort sowie die romanische Steinkirche von Raubrittern aus dem Nürnberger Umland zerstört. Ulrich der Stromer von der Rosen, ein wohlhabender Nürnberger Kaufmann ließ die Kirche St. Martin danach im gotischen Stil wieder aufbauen.
1467 wurde durch eine Urkunde des Landrichters am Landgericht zu Amberg der Abt von Kastl in Nutz und Gewähr einiger dem Kloster Kastl lehenbarer Grundstücke bei Teynßwank = Deinschwang gesetzt. Zu dieser Zeit gehörte der Ort zum Amt  Haimburg.
Nachdem die Burg Deinschwang nach mehrmaligem Besitzerwechsel im Landshuter Erbfolgekrieg (1504/05) am 4. Juli 1504 von Nürnberger Söldnern unter der Führung von Endres (Andreas) Tucher ausgeraubt und niedergebrannt wurde, ließ der Viztum der Oberpfalz und Pfalzgraf Friedrich  II. 1527 an ihrer Stelle ein Jagdschloss erbauen. Im Jahr 1633, während des Dreißigjährigen Krieges wurden der Ort und das Schloss Deinschwang von schwedischen Truppen zerstört.
Durch die zu Beginn des 19. Jahrhunderts im Königreich Bayern durchgeführten Verwaltungsreformen wurde der Ort zu einer Ruralgemeinde, zu der die Dörfer Ballertshofen und Mettenhofen sowie die Einöde Grafenbuch gehörten. Im Zuge der Gebietsreform in Bayern wurde die gesamte Gemeinde Deinschwang am 1. Mai 1978 in die Gemeinde Lauterhofen eingegliedert.

## Pfarrkirche St. Martin
In Deinschwang könnte ein erstes Gotteshaus bereits im 8. Jahrhundert bestanden haben. Die heutige Kirche, ein Saalbau mit Chorturm, Walmdach und Spitzhelm, stammt aus der Zeit um 1400. Um 1577, die Pfalzgrafen hatten den lutherischen Glauben angenommen, wurden später calvinistisch und St. Martin wurde um 1600 eine calvinistische Kirche. Nach den Zerstörungen im Dreißigjährigen Krieg war von St. Martin bis auf den Turm nur eine Ruine geblieben. Danach wurde St. Martin wieder katholisch. Die Marienstatue auf dem in Wolken schwebenden Mond auf dem Seitenaltar stammt aus der Zeit um 1600, kam jedoch erst zu einem späteren Zeitpunkt hierher. Bis zum Ende des 17. Jahrhunderts gab es wohl nur eine spärliche Kirche, so dass um 1700 ein Um- bzw. Neubau erfolgte. Aus der Zeit um 1700 stammen auch die beiden Seitenaltäre. Am 8. Oktober 1717 wurde die Kirche nach größeren Umgestaltungen vom Eichstätter Weihbischof Johann Adam Nieberlein konsekriert. Der Hochaltar dürfte aus dem Jahr 1750 stammen. Bemerkenswert sind die barocken Apostelfiguren an den Langhauswänden. Die Altäre und die Kanzel weisen reiche Rokokoformen auf.

## Weitere Baudenkmäler
Siehe: Baudenkmäler in Deinschwang

## Verkehr
Die Anbindung an das öffentliche Straßennetz wird durch eine Gemeindeverbindungsstraße hergestellt, die zu der etwa einen halben Kilometer nördlich des Ortes vorbeiführenden Kreisstraße NM 9 führt.